# Chasco
El apellido Chasco (Txasko en grafía vasca actual) es un apellido de origen vasco que tiene sus raíces tradicionales en Los Arcos (Navarra), aunque tiene ramas en la propia Navarra (Viana) y en Álava (Santa Cruz de Campezo).

## Historia y heráldica
Se trata de un linaje de origen vasco-navarro cuya más antigua casa solar radicó en la villa de Los Arcos, del partido judicial de Estella, en Navarra, de donde pasó a las poblaciones cercanas de Názar, Piedramillera, Torralba del Río, Zúñiga y Espronceda. Probó su hidalguía en repetidas ocasiones, en Los Arcos se levanta aún su casa-palacio del siglo XIV con torre y cabo de armería, esto es, piedra angular con las armas de la familia en bajorrelieve, frente a la plaza mayor y la Catedral. En esta misma ciudad estaba emparentada con otros linajes nobles de allí, como el de Alba, descendiente del muy ilustre y conocido de Álava, cuyo escudo usaba y así encontramos que José de Alba y Chasco, con otros hermanos y deudos, litigaron y obtuvieron sentencia favorable de la Audiencia de Navarra respecto al uso del referido escudo. Además, asistió siempre Juan Chasco, en Los Arcos, a las juntas que el estado noble celebraba en el claustro de la iglesia parroquial y fue Regidor perpetuo de la villa, como comprueban abundantes testimonios de escribanos. 
Al tratarse de un apellido poco estudiado, se conservan pocos textos relacionados con él. A continuación se expone uno de ellos:
"En la villa judicial de Los Arcos, del partido judicial de Estella en Navarra, sita en la cabeza de la plaza de la Fruta, se hallaba la casa solar de este linaje, muy poco estudiado por los genealogistas, sacado a la luz por el erudito don Alfredo Basanta en su obra nobleza Alavesa. En dicha casa solar vivía en el siglo XVI Juan Chasco, tronco de una larga sucesión, que no podemos reproducir aquí, cuyo hijo, Miguel Chasco, paso a Torralba del Río, del partido judicial de Estella, y sus hijos a Nazar, villa del mismo partido judicial, algunos descendientes pasaron después a Santa Cruz de Campezo en Álava, también se establecieron en Moreda de Álava, del partido judicial de Laguardia".
El apellido data del año 1307, pero hasta 1798 no se incorporaron los expedientes de hidalguía, y en él consta el escudo de armas que aparecía en la casa de Los Arcos. Su heráldica consta de un pino, y un león andante, atravesado al pie del tronco, arrancado; a cada lado del árbol, un castillo. Existe otro escudo según Vicente de Cadenas y Vicent: azul, una llave de plata, puesta en palo y acompañada, en la diestra, por un candado de oro.

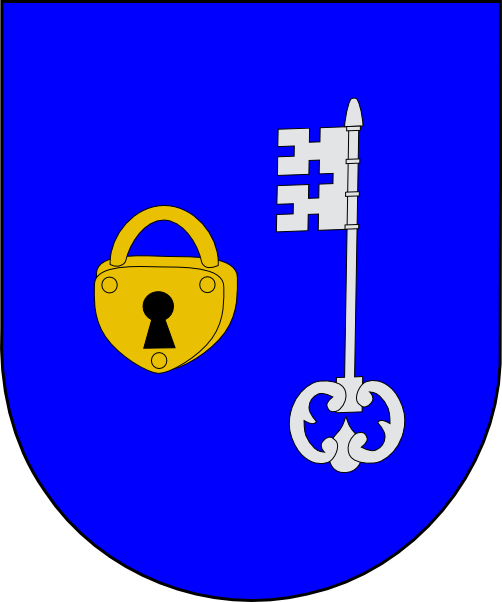
Escudo de Chasco según el autor Vicente de Cadenas y Vicent.

## Etimología
Según la Real Academia de la Lengua Vasca su grafía actual para los vascófonos debería adoptar la tx y la k del euskera actual, sustituyendo Chasco por Txasko. 
| Grafía tradicional | Grafía académica actual |
| ------------------ | ----------------------- |
| Chasco             | Txasko                  |

Entre los estudiosos de este apellido encontramos al erudito Alfredo Basan. Estas algunas de las obras que analizan el apellido en dicho aspecto:
- Euskal deituren izendegia (Philippe Oyhamburu):

Chasco:   Etxazko (Del término "casa", en euskera "etxe") o Sasko (Del término "retama", en euskera "sasi").
- Apellidos vascos (Endika de Mogrobejo):

Txasko: Retamal (terreno poblado de retamas, plantas arbustivas de flores amarillas).
La coincidencia de los dos autores en que la etimología del apellido deriva de "sasi" (zarza, retama). Todo ello, sin perjuicio de que aunque ambos hayan intentado encontrar raíces euskéricas, a partir de "etxe" (casa) o "sasi" (zarza, zarzal), nada verosímil se puede decir al respecto.
Teniendo en cuenta la localización geográfica que históricamente ha tenido el apellido, es probable que su formación pueda estar relacionada con el Romance navarro o navarro, hablado durante los siglos X al XVII en el centro y sur de Navarra, que pese al proceso de castellanización sufrido, tanto el léxico como las hablas castellanas del centro, sur y este de Navarra han mantenido hasta fecha reciente o conservan hoy en día rasgos identificativos de este como la aversión a las palabras esdrújulas. Entre las características del citado idioma destacamos, por su posible relación con el apellido que estudiamos, las particularidades fonéticas que presenta, como puede ser la tendencia a perder la e- inicial. Ejemplo de ello será la formación del navarrismo más extendido como es el antropónimo Xabier, adaptado a muchas lenguas occidentales.
- Etxe (o etxa- en compuestos) Berri ("Casa nueva" en vasco)  Exavierre (1091) Xavier, (y otras variantes desde 1102).

Siguiendo esta teoría podemos llegar a la siguiente conclusión:
- Etxe (o etxa-) asko ("Aglomeración de casas o muchas casas" en vasco) u otra posible composición a partir del afijo -zko (Sufijo de materia, que indica la composición o sustancia de un objeto o ser[6] en vasco) > Echasco o Etxazko > Chasco.

Evolución del Romance Navarro a lo largo de la historia

Prueba de ello será una cita que fechada en el año 1358 d. C. en la villa de Piedramillera de la Merindad de Estella:
"Sancha Legarda, la quoal caso con Lope Echasco el jouen, de los quales ha biua una fija que´l diçen Maria, et hereda los bienes de su madre et biue en casa de Lope Chasco el maor, que es biuo".

## Variaciones
Las principales posibles variaciones del apellido, todas ellas extintas en España en la actualidad, serían las siguientes:
- Chasio. De este modo, encontramos que las armas de la familia en cuestión se corresponden con las de la familia Chasco y su localización geográfica radicaría en Laminoria, Álava.[8] Constancia del mismo encontraremos en la Partida de Bautismo del año 1851 d.c. de Maguiz Chasio Casi, hija de Melchor Chasio y Vrsola Casi, referente a la parroquia de Santa Cruz de Campezo en la provincia de Álava.[9] Por tanto, la localización geográfica de los portadores del citado apellido se corresponde con la delimitación natural del apellido de Chasco en Tierra Estella y la Sonsierra de Navarra.

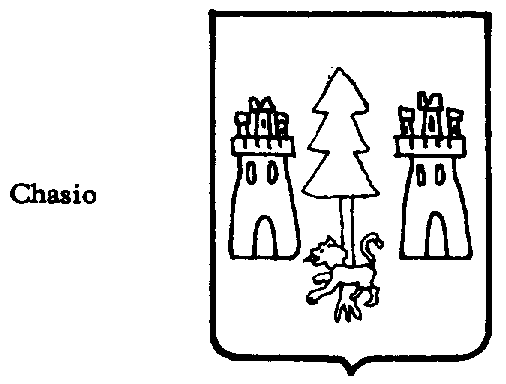
Escudo del apellido Chasio.

- Echasco/ Echazco, localizamos principalmente a parientes con este apellido en América Latina. A continuación, aportamos una relación de referencias históricas referentes al apellido Echasco:

La Universidad de Guadalajara de México recoge un expediente del Registro del Archivo Civil referente a un pleito acaecido en el año 1756, siendo el asunto del mismo un "juicio formado a petición de Luis Fernández Echasco sobre el destino de los bienes de la mina del Rosario que quedaron por muerte de Bernardo de Miranda y de su albacea Joaquín García Caballero".
El escritor Atanasio G. Saravia en su obra "Apuntes para la historia de la Nueva Vizcaya", explica las sublevaciones indígenas y su impacto en los misioneros radicados en el Norte de Nueva España:
"Habiendo llegado a La Habana el reverendo padre fray Henrique Echasco, que volvía a esa ciudad después de pasar diez años en las misiones entre los indios infieles, su ejemplo y sus relatos despertaron en el padre Barreneche el deseo de dedicarse a esas labores, y habiendo pedido ser admitido en el Colegio de la Santa Cruz de Querétaro, le fue concedido lo que pedía apoyado en informes que dio de él el padre Echasco, siendo su admisión por decreto de 14 de junio de 1773, y para dirigirse a Nueva España se embarcó en aquel puerto de Cuba el 12 de agosto del mismo año".
La obra "Der aufrichtige und wohlerfahrene Schweizer-Bote" escrita en alemán en el año 1834 nos da noticia de la muerte, ese mismo año referenciado con anterioridad, en el campo de batalla del comandante Echasco del muy sufrido tercer Batallón de Navarra: "Die Truppen der Königin behaupteten das Schlachtfeld, das 3te Bataillon von Navarra litt sehr und verlor seinen Kommandanten Echasco".

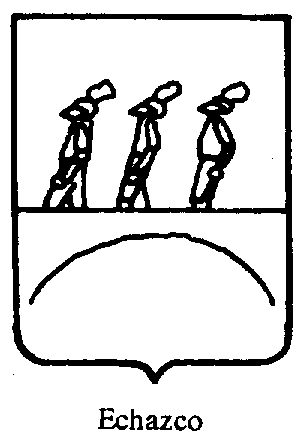
Escudo del apellido Echazco.

## Distribución y localización geográfica
En primer lugar, hemos de señalar el hecho de que la movilidad espacial que históricamente han seguido los miembros de la familia, entre las distintas villas que conformaban el Reino de Navarra, era muy reducida y se encontraba instalada indistintamente en Los Arcos, Viana, Mirafuentes, Bargota, etcétera. Además, sus individuos desplazaban su residencia de forma habitual de una villa o lugar a otra, aunque en general, manteniéndose dentro de un espacio físico conformado por la Merindad de Estella. Como recoge cierto escrito: "Los Chasco y los Lúquin son dos linajes de hidalguía inmemorial y bien conocidos allí" ("Lópe de Luqyn" o Lukin, señor de Lúquin, ya era vecino en Los Arcos en 1366).

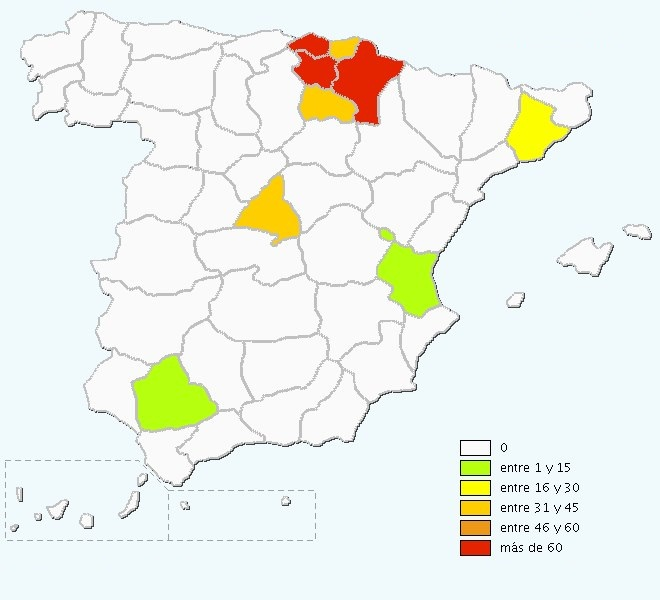
Repartición del apellido de Txasko o Chasco en la península ibérica.

Por otro lado, los mapas topográficos de Navarra también serán testigos de la presencia del apellido que nos ocupa. Así, en la localidad de Galbarra, perteneciente al Valle de Lana (Limita al norte y este con la sierra de Lóquiz, al sur con Acedo y al oeste con Zúñiga y el alavés valle de Arana) y situada en la Merindad de Estella, encontramos el Alto del Chasco. Esta última, prueba que acredita la existencia del apellido en el valle y que hará referencia a un término que se corresponde con una finca de labor que perteneció a un hombre portador del apellido y natural de la zona. Tradicionalmente (Constituyendo un remanente de aquellos rasgos identificativos que conformaban el antiguo Romance navarro), para referirse a una persona el leísmo y laísmo ha sido y es algo muy común en la zona. De esta forma, la demarcación recoge un aspecto o situación que muestra la posesión del término por un miembro de la familia Chasco (Alto del Chasco).

## Notoriedad
Existe constancia de la notoriedad de la familia Chasco en diferentes documentos entre los que se encuentran los libros publicados por el Gobierno de Navarra de la Colección Panorama tanto de la ciudad de Viana como de Los Arcos.
A continuación se adjuntan citas de algunos de ellos:
- Los Arcos

Página 37:
Año 1463 d. C.- "Tres semanas más tarde, 21 de diciembre, fue analizado y legitimado, de forma definitiva, ante los testigos y notarios siguientes: por parte del concejo, Gil Pérez Chasco, alcalde, Lope López Feo y Martín García Cenzano; además, Diego Capellán, el bachiller Martín Martínez de Oyón, vecino de Viana, junto con los notarios apotólocos Pedro Sánchez de Chavarri y Martín Chasco, clérigo de la diócesis de Pamplona".
Página 41:
Año 1651 d. C.– "Los nombres de los últimos regidores perpetuos, que de paso nos indican las personas más notorias de la villa, son los siguientes : Pedro de Orduña y Murga ... Felipa Chasco y Torres (Viuda de Miguel López de Mirafuentes) ...".

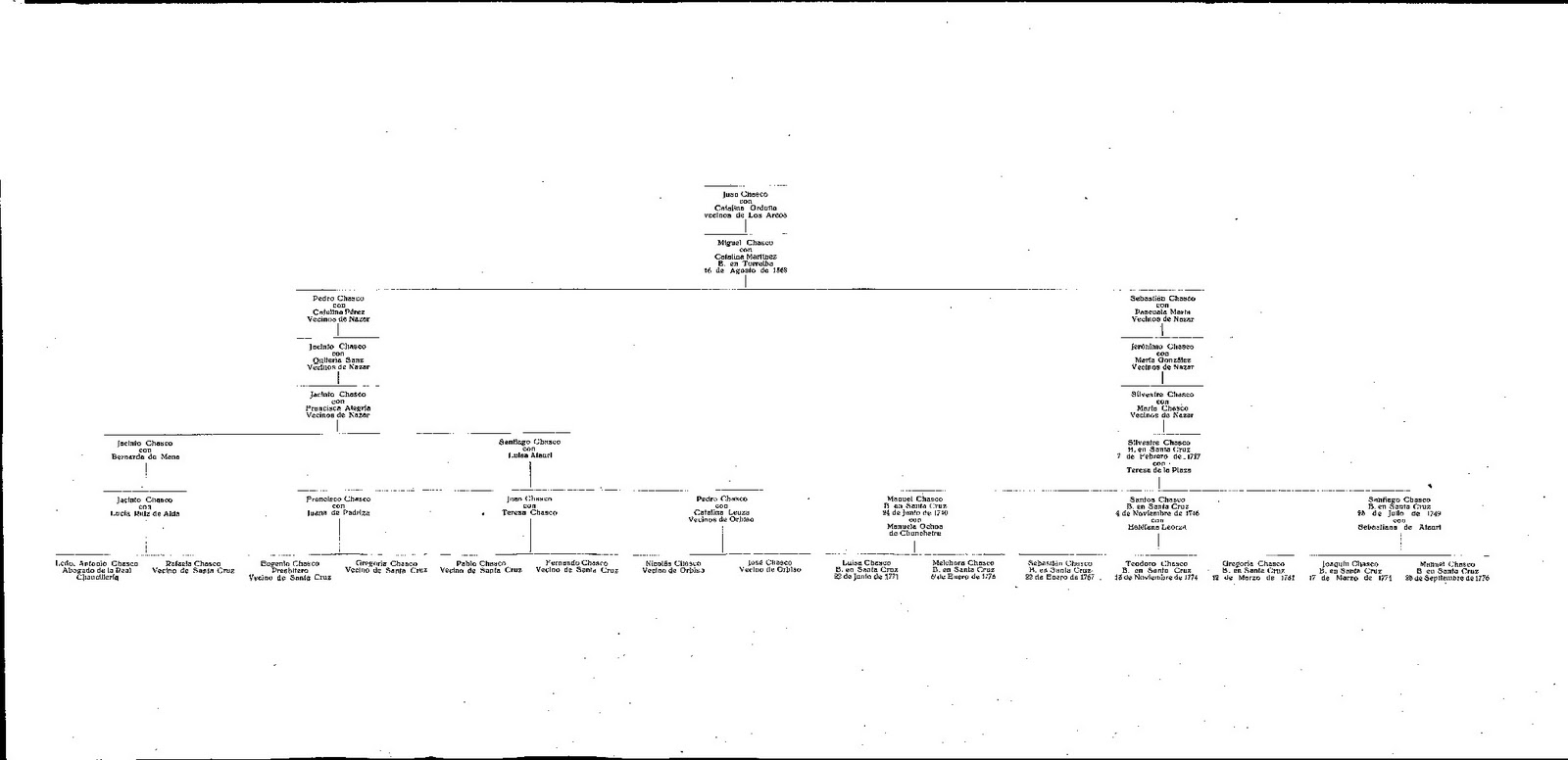
Árbol genealógico de la familia de los Chasco de la localidad Navarra de Los Arcos. Nobleza alavesa nobiliario compuesto con documentos inéditos de la Real Chancillería de Valladolid. Imagen Nro.:136, Página:124.

Por otro lado, apreciamos en la carta de un familiar del capitán don Francisco de Mendoza (1597-1658 d.c.), informándole de documentos históricos existentes en el archivo de Olite y relacionados con Los Arcos, constancia de la familia en la mencionada Villa en torno al año 1274 d.c.: 
"En el mismo archivo ai un pergamino ques carta de los Estados de Navarra para los reyes don Phelipe y doña Juana, defendiendo a Olite de agravios que le ace Tafalla. En ella se allo don Gonzalbo Periz Chasco, alcalde de Los Arcos y don Pedro Martínez, escribano".
La familia Chasco desempeñó un papel destacado en la sociedad navarra de la Edad Media, participando activamente en la vida política y en la administración del Reyno. Su vinculación con la Casa Real de Navarra se evidencia en diversas comparecencias oficiales, como las que tuvieron lugar durante el reinado de Carlos III. A continuación, se citan algunos ejemplos que reflejan su participación en actos de relevancia institucional:
"En tiempo de Carlos III la asistencia a las reuniones de los tres estados fueron más numerosas. De este reinado señalamos algunas comparecencias oficiales de la villa, que marcan el proceso acostumbrado para la elección de apoderados. El 7 de febrero de 1390, reunidos el alcalde, jurados y concejo dieron poder a Martín Periz Ros, alcalde, a Garcia Lopiz Feo, Pero Lopiz y Garcia Lopiz para asistir a la coronación y unición del rey en la catedral de Pamplona, y prestar juramento. Levantó acta de la sesión celebrada «a espaldas de la iglesia de Santa María», es decir, en el conocido hospital del Mercado o de Santa Brígida, el notario Gil Periz Chasco.
Con fecha 27 de agosto de 1396, desde Los Arcos se comunicó a Carlos III quiénes habían sido elegidos como apoderados para las Cortes de Estella. Estas tendrían lugar a partir del 11 de septiembre. Entre otras cosas se prestó juramento de las infantas María, Blanca, Beatriz e Isabel como sucesoras de su padre Carlos III. Representaron a la villa Pero Martíniz Rox de la Cuesta y Gil Chasco."
La influencia de la familia  en la administración y en la vida política vuelve a reflejarse en junio de 1399, año en el que Johan Chasco, alcalde y notario de la Villa de Los Arcos, desempeñó un papel clave en la custodia y traslado de prisioneros castellanos, recibiendo compensaciones económicas y personales por estos servicios:
"El mismo alcaide en junio de 1399 declara haber recibido diez libras por haber tenido un preso durante medio año. Johan Chasco, alcalde y notario, recibió cuatro florines por los gastos hechos en trasladar un prisionero castellano a Pamplona." (p. 35)
Además, su conexión con la realeza quedó evidenciada cuando el monarca, en lugar de alojarse en el castillo de Los Arcos, se hospedó en la casa de su madre, un hecho que tuvo repercusiones favorables para Johan Chasco:
"El monarca, al parecer, en lugar de aposentarse en el castillo, residió en casa de la madre de Johan Chasco, notario. El hecho tuvo consecuencias favorables para el notario, implicado en un pleito por peleas entre dirigentes de la villa." (p. 37)
Finalmente en el libro denominado "Juramento de Los Reyes de Navarra", escrito por José María Lacarra de Miguel, en el que el alcalde y jurados de Los Arcos nombran a Sancho Pérez Chasco y a Pedro Martínez, en calidad de escribano, para que en su nombre juren por Rey de Navarra a Luis el Hutin el 15 de octubre de 1307.
De este modo viene recogido en el Archivo de Navarra (Comptos, caj. 5, número 19, original en perg. con sello de cera pendiente del concejo de Los Arcos) en Romance navarro:
"In Dei nomine. Seppan quantos esta present carta veran et hodran. Que nos don Martin Lopiz Varon, alcalde de Los Arquos, et don Sancho Periz de Legaria et Gil Ferrandiz, Sancho Periz Chasco, Garcia d´Aras, Martin Cuervo, Gil Carvinço, Sancho Periz Moçarron et Miguel Martiniz, jurados de Los Arquos que eramos en aqueill tiempo, et todo el conçeio de Los Arquos seiendo plegado por pregon en el çiminterio de Sancta Maria segunt acostumbrado es, estableçemos et ordenamos nuestros çiertos espeçiales procuradores et espeçiales mandaderos los honrrados et amados vezinos nuestros don Sancho Periz Chasco et Pero Mantiniz, escrivano, portadores desta present carta a ambos en semble et cada uno por si, a jurar en nompne nuestro et de cada uno de nos por seynnor et por rey del regno de Navarra al muyt alto, noble et poderoso don Loys, primogenito del seynnor rey de Francia, et por la gracia de Dios rey de Navarra, de Champaynna et de Bria cuende et palazin, de aguardarle el cuerpo et el regno et todas sus cosas et sus dreytos en todo et por todo lealment, como fieles et buenos vasayllos deven fazer a buen seynnor".
- Viana

El libro titulado "Tras las huellas del apellido Chasco" (Publicado por la editorial Letras de autor en agosto del año 2017) incluye, entre otros interesantes datos, los resultados de una encuesta realizada en 1978 a personas con apellido Chasco que figuraban en el listín telefónico de España.
En este sentido, uno de los encuestados describe así a los Chascos de Viana:
"Una característica del apellido en Viana (no sé por qué será) es que todos los Txascos son gente muy seria, muy honrada (jamás se les ha tenido que llamar la atención por nada y llevan el sello de la honradez a carta cabal) y republicanos, en fin, gente de izquierdas y separatistas. Otro detalle: a través de las distintas generaciones, jamás, han "mandado" en el Ayuntamiento como alcaldes. Y si han entrado como concejales se han tenido que salir y presentar la dimisión, al ver las porquerías que se han visto dentro".
Además, encontramos presencia de miembros de este ilustre linaje en el expediente de pruebas para la concesión del título de caballero de la Orden de San Juan de Jerusalén a Pedro de Eguía Aras Chasco y Zufia, natural de Estella, fechado en 1577. y en el expediente de pruebas de caballero de San Juan de Jerusalén de Francisco de Magallón López de Mirafuentes Falces y Chasco, natural de Tudela, fechado en 1682.
Finalmente, se tiene constancia de la presencia de combatientes con el apellido Chasco en la Guerra Civil Española. En octubre de 2016, el Archivo de Navarra publicó un total de 40,791 fichas de combatientes navarros que participaron en la Guerra Civil Española del lado sublevado, junto con 1,538 sentencias del Tribunal Regional de Responsabilidades Políticas de Navarra dirigidas a opositores al Movimiento Nacional.
Se lleva a cabo un análisis de estas fichas de combatientes, prestando atención en aquellos que tenían el apellido Chasco, ya fuera como primer o segundo apellido. De estas fichas, el portal Viana Digital Archive extrae únicamente la información sobre la localidad de residencia de cada individuo. Con estos datos, se aporta un mapa que muestra la distribución geográfica del apellido Chasco en Navarra, así como una gráfica que ilustra la distribución del apellido por localidades. Del estudio se observa una distribución dominante en Tierra Estella, con tres focos principales Viana, Acedo y Aras en las que los combatientes participan mayoritariamente como Requetés en los Tercios Carlistas.

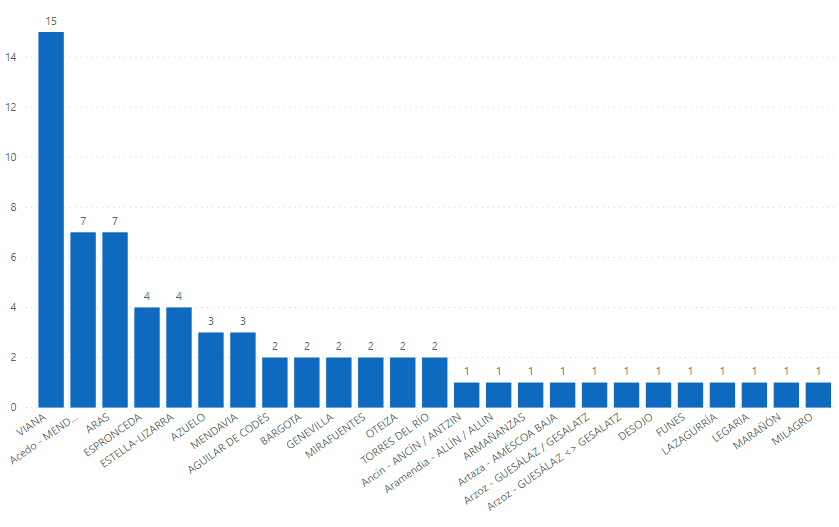
Distribución de los combatientes sublevados con apellido Chasco en Tierra Estella, con tres focos principales en Viana, Acedo y Aras.

En otro orden de cosas, dentro del Carlismo navarro destaca la figura de Pedro Martínez Chasco, párroco de Urbiola, que marchó al frente en 1936 y falleció en Teruel. Posteriormente fue enterrado en la cripta del Monumento a los Caídos de Pamplona. Respecto a su figura destaca que, mientras que algunas fuentes lo describen como un voluntario, otras versiones sostienen que fue obligado a unirse al conflicto tras ser descubierto ocultando a un militante de EAJ-PNV.

## Linajes de Chasco
En la actualidad, partiendo del estudio realizado y recogido por la asociación de genealogía vasca e historia local "Antzinako", se distinguen cuatro grandes linajes y un buen número de ramas genealógicas en el Linaje de la familia Chasco. 
- Linaje de Gilberto Chasco en Los Arcos y su casa solariega en Plaza de La Fruta.

Entre los años 1300 y 1450 hay Chascos avecindados en Los Arcos donde ejercen como notarios reales. En este sentido, al menos 45 documentos de la sección de Comptos en el Archivo General de Navarra figuran con la firma de Juan Chasco, Pedro Chasco o Gil Chasco. Además, una vez conquistado el Reino de Navarra por España, únicamente encontraremos a Gilberto Chasco como dueño de la casa solariega.
Gilberto Chasco es el poseedor y propietario de la casa solar de los Chasco en Los Arcos. Asimismo, Juan Chasco,su hermano, aparentemente no debió tener derecho a la casa pero si al uso del escudo de armas de la casa de Chasco.
- Linaje troncal de Juan Chasco en Torralba del Río

Debido a la falta de descendencia masculina de Gilberto Chasco, el dueño de la casa solariega de Chasco sita en Los Arcos, todos los Chascos son, aparentemente, descendientes de este Juan Chasco que se avecindó en Torralba del Río sobre el año 1550.
- Linaje Chasco en Zúñiga, Bargota y Viana (Aproximadamente desde el año 1564)

Inicia el linaje con el matrimonio de Pedro Chasco y Catalina García registrado en el año 1564 en Zúñiga. En este sentido, es de notar la antigüedad de los registros sacramentales de la iglesia parrroquial de Zúñiga, Navarra.
- Linaje de Martin Chasco en Bargota y Aras (desde el año 1619).

Hay diferentes ramas en la familia de Chasco:
- Santacruz de Campezo y Orbiso (desde el año 1700)

Inicia la rama Jacinto Chasco, hijo de otro Jacinto Chasco y Quiteria Sanz, vecinos de Nazar y pertenecientes al Linaje troncal de Juan Chasco en Torralba del Río.
- Nazar (desde el año 1587)

Inicia la rama Miguel Chasco y Orduña nacido en Torralba del Río en 1568. Hijo de Juan Chasco mayor y Catalina de Orduña, vecinos de Torralba del Río.

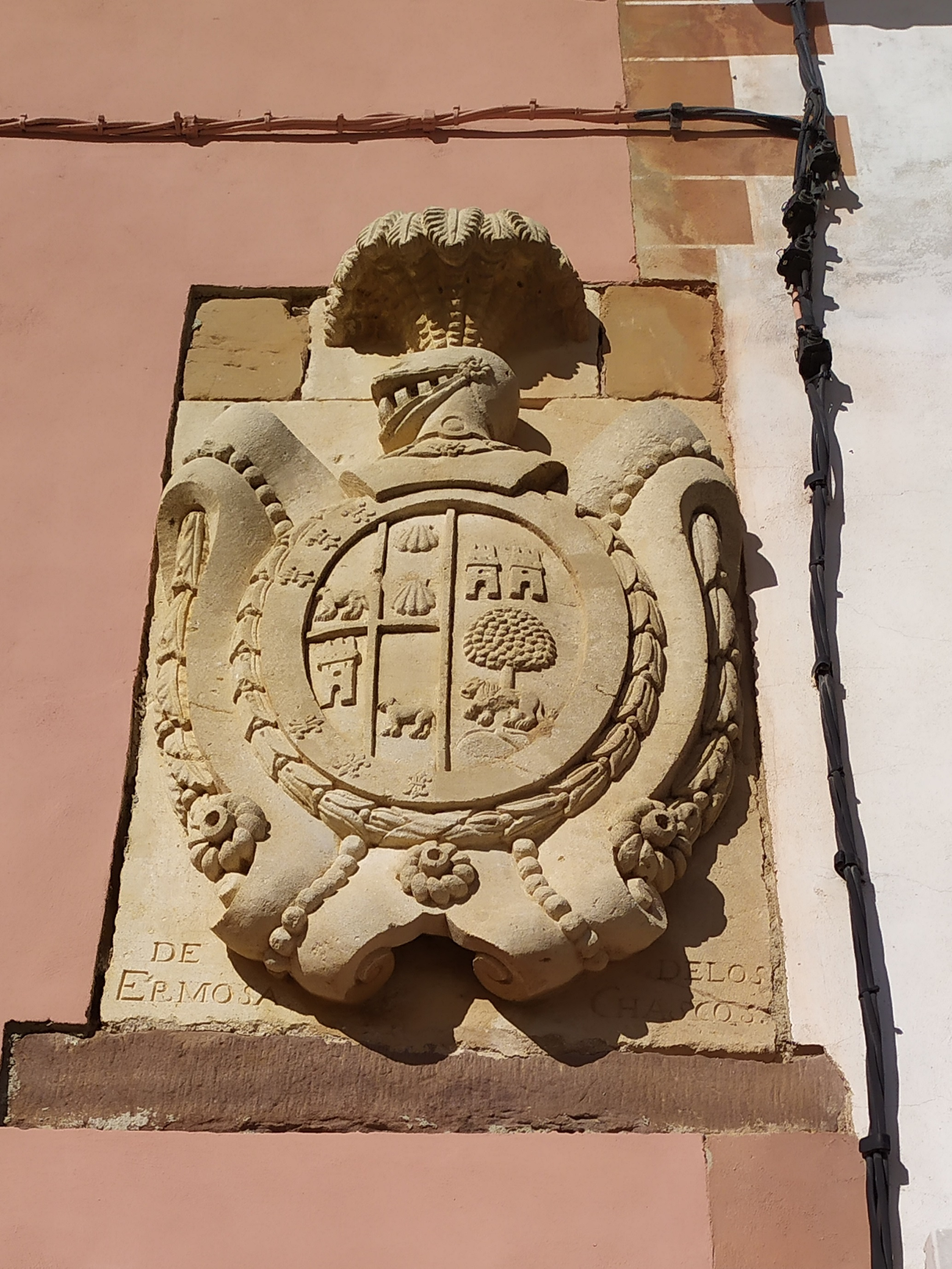
Escudo de los Ermosa y de los Chasco en la villa navarra de Nazar.

- Santa Cruz de Campezo (desde el año 1692)

- Acedo y Arzoz (desde el año 1605 procedente de la rama familiar de Nazar)

- Genevilla, Marañon y Aras (desde el año 1712 procedente de la rama familiar de Acedo y Arzoz)

- Azuelo y Piedramillera (desde el año 1752 procedente de la rama familiar de Torralba del Río)

- Luquin y Mendavia (desde el año 1660 procedente de la rama familiar de Torralba del Río)

- Los Arcos, procedente de Mendavia (aproximadamente desde el año 1730)

- Moreda de Álava (desde el año 1714 procedente de la rama familiar de Torralba del Río)

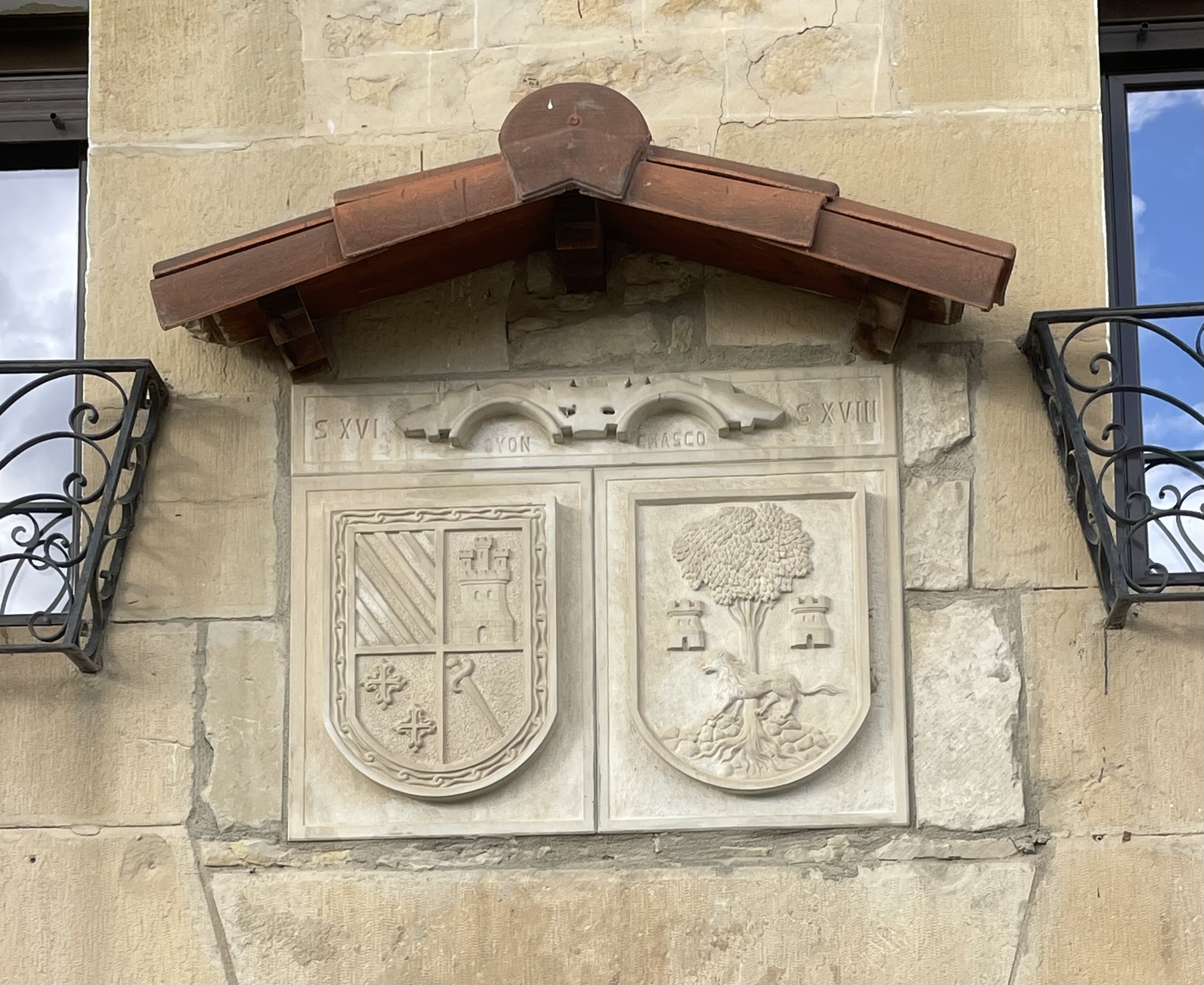
Imagen con los escudos de la localidad de Oyón y de la familia Chasco sita en la localidad de Moreda de Álava. Rama familiar que se remonta a los siglos XVI a XVIII.

- Mirafuentes (desde el año 1610)